# RPG (兵器)
RPG（РПГ）は、ソ連、ロシアのロケットランチャー。RPG-2以降は対戦車擲弾発射器とされている。
対戦車擲弾発射器は人が持ち運ぶことが可能で、小型爆弾である擲弾をロケットの形で発射する兵器である。また、本来の意味とは異なるが、対戦車擲弾発射器で発射するロケット推進擲弾をRPGと呼ぶこともある。
標準的な成型炸薬弾の場合で有効射程は動いている目標の場合300m、静止目標に対しては500mだが、発射後4.5秒経過しても命中しないときには自爆する仕組みになっているため、最大射程は920mとなる。しかし、横風の影響を受けやすいため、実質的な有効射程は100m以下である。
名称の由来は、ロシア語の「ручной противотанковый гранатомёт（ラテン文字転写：ruchnoy protivotankovyy granatomyot、ルチノーイ・プラチヴァターンカヴィイ・グラナタミョート、「携帯対戦車グレネードランチャー」の意）」のアクロニムである。英語では「rocket-propelled grenade（ロケット推進グレネード）」の略とされるが、これはバクロニムであり、厳密には誤りである。実際、第二次世界大戦以前・戦中に開発されたRPG-40やRPG-43などは手榴弾型であるうえ、RPG-2の弾頭にはロケットがない。
第二次世界大戦中にドイツ軍で使用されたパンツァーファウスト250がRPG-2の原型として模倣された後、RPG-7への改良進化を経て数々の発展改良型が存在している。

## RPGシリーズの一覧

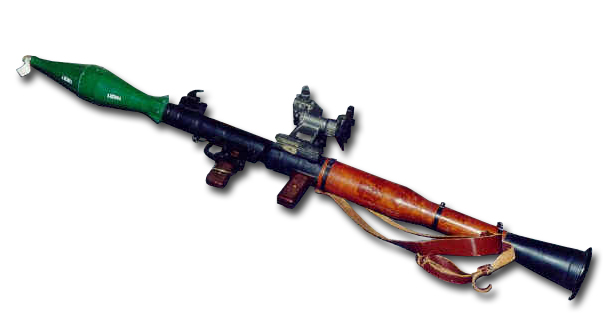
RPG-7

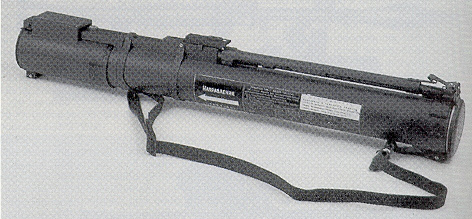
RPG-22

ソ連時代に生産開始
- RPG-40（対戦車手榴弾）
- RPG-43（対戦車手榴弾）
- RPG-6（対戦車手榴弾）
- RPG-2
- RPG-7
- RPG-16
- RPG-18（使い捨て型）
- RPG-22（同上）
- RPG-26（同上）
- RPG-27（同上）
- RPG-29

ロシア連邦時代に生産開始
- RPG-28（使い捨て型）
- RPG-30（同上）
- RPG-32

## RPGに類似した兵器
ソビエト連邦/ ロシア
- RPOロケットランチャー - ソ連・ロシア製のロケットランチャー。弾頭は対人・対構築物用の焼夷弾やサーモバリック爆薬。

 アメリカ合衆国
- M72 LAW
- M202ロケットランチャー
- M136 AT4
- SMAW ロケットランチャー

 イギリス
- LAW 80（en）

 イスラエル
- B-300（en）

 イスラエル/ シンガポール
- MATADOR

 スウェーデン
- AT4
- カールグスタフ

 スペイン
- C-90ロケットランチャー（en）
- C-100ロケットランチャー（en）

 チェコスロバキア
- RPG-75（en）

 中国
- 69式ロケットランチャー - RPG-7の中国製コピー品。
- PF-89
- PF-98（en）

 ドイツ
- パンツァーファウスト44
- Armbrust
- パンツァーファウスト3

 フランス
- Wasp 58（en）
- APILAS
- LRAC F1（en）

 ポーランド
- RPG-76（en）

 ユーゴスラビア/ ユーゴスラビア/ セルビア
- M79ロケットランチャー（en）
- M80ロケットランチャー（en）
- M90ロケットランチャー